# ذبابة منشار التنوب الأوروبية
عُثر على ذبابة المنشار التنوب الأوروبية أو دبور التنوب الفضي "البيسية" الغشائي الأوروبي(Gilpinia hercyniae) لأول مرة في أمريكا الشمالية بالقرب من هال، كيبيك، في عام 1922 (Rose وLindquist 1985). بحلول عام 1930،تسببت بأضرار جسيمة في أشجار التنوب في منطقة سانت لورانس غاسبي السفلى في كيبيك. انفجرت مستوياتها العددية، وحدثت أضرار أخرى في وقت لاحق في نيو برونزويك وشمال شرق الولايات المتحدة (Balch 1936a ، b ، 1937 ؛ Blais 1961). قدرت خسائر الحطب الناتجة عن موت التنوب بحوالي 10 ملايين متر مكعب (Rose و Lindquist 1985)، ولكن بحلول منتصف الثمانينيات من القرن الماضي كانت أعداد الآفات على جميع أنواع التنوب في كندا من مانيتوبا إلى المحيط الأطلسي وفي الأجزاء المجاورة من الولايات المتحدة أصبحت منخفضة نسبيًا تحت تأثير مرض فيروسي عفوي وأُدخلت الطفيليات. في نيوفاوندلاند، كما ساعدإدخال الزبابة الرمادية على السيطرة على تلك الحشرات.